# Ján Luža
Ján Luža (* 16. května 1948) je bývalý slovenský fotbalista, reprezentant Československa. Vyučil se elektromontérem, pak si udělal maturitu a ligové sezóny na Slavii proložil úspěšným studiem právnické fakulty.

## Fotbalová kariéra
Začínal jako sedmiletý v ČH Bratislava s bratry Jánem a Jozefem Čapkovičovými, Hamarem (Slavia, Zbrojovka), Hudcem (Dukla Praha), Keketim (Spartak Trnava) a Ivančíkem (Baník Ostrava). Po dorostu přestoupil do Lokomotívy Košice a v lednu 1970 přišel do Slavie. Jako obránce Slavie hrál v letech 1970-1982 (333 zápasů a 14 gólů) s dvouletým přerušením během vojenské služby v RH Cheb (1976/77 a 1977/78). S Janem Marešem tvořili spolehlivou stoperskou dvojici. V československé lize nastoupil ve 228 utkáních a dal 9 gólů. Vítěz Českého poháru v sezóně 1973/74. Za československou reprezentaci odehrál v roce 1972 dvě přátelská utkání. Byl kapitánem mužstva Československa do 23 let. V Poháru UEFA nastoupil v 1 utkání.

## Ligová bilance
| Ročník                                     | Zápasy | Góly | Klub              |
| ------------------------------------------ | ------ | ---- | ----------------- |
| 1. československá fotbalová liga 1967/1968 | 15     | 1    | Lokomotíva Košice |
| 1. československá fotbalová liga 1968/1969 | 20     | 4    | Lokomotíva Košice |
| 1. československá fotbalová liga 1969/1970 | 17     | 0    | Lokomotíva Košice |
| 1. československá fotbalová liga 1969/1970 | 5      | 0    | Slavia Praha      |
| 1. československá fotbalová liga 1970/1971 | 30     | 0    | Slavia Praha      |
| 1. československá fotbalová liga 1971/1972 | 30     | 1    | Slavia Praha      |
| 1. československá fotbalová liga 1972/1973 | 30     | 0    | Slavia Praha      |
| 1. československá fotbalová liga 1973/1974 | 23     | 1    | Slavia Praha      |
| 1. československá fotbalová liga 1974/1975 | 18     | 1    | Slavia Praha      |
| 1. československá fotbalová liga 1975/1976 | 14     | 0    | Slavia Praha      |
| 1. československá fotbalová liga 1976/1977 | 3      | 0    | Slavia Praha      |
| 1. československá fotbalová liga 1978/1979 | 23     | 1    | Slavia Praha      |
| CELKEM                                     | 228    | 9    |                   |